# Creu de Llaners
La Creu de Llaners, o Creu d'en Llanes, és una creu de terme del municipi d'Avinyonet del Penedès, entre els pobles de les Gunyoles i l'Arboçar, situada dalt de la carena de la serra de les Gunyoles, en el camí que uneix els dos pobles, prop de la font del Cuscó.

## Descripció
Es tracta d'un punt marcat per un amuntegament de pedres de proporcions i acabat irregular que formen un paral·lepípede a sobre del qual hi ha una bola semiesfèrica feta en pedra calcària i a sobre d'aquesta bola una creu de ferro de forja, sense fust, però de braços ornamentats.

## Història
L'existència d'aquesta com d'altres creus a peu de carrerada indueix a pensar en la seva utilització com a mesura de distància d'aquests camins. La benedicció del terme es feia en processó pel maig, arribant fins a la Creu d'en Llanes i allí el sacerdot, encarant-se als quatre punts cardinals, llegia els evangelis: el de sant Joan, a llevant; el de sant Marc, a migjorn; el de sant Mateu, a ponent, i el de sant Lluc, a tramuntana. La creu va ser posada pel mossèn Ramon Casajuana, durant els anys en què va estar a Avinyonet, és a dir entre 1939 i 1946.